# Saltos ornamentais nos Jogos Pan-Americanos de 1979
As competições de saltos ornamentais nos Jogos Pan-Americanos de 1979 foram realizadas em San Juan, Porto Rico. Esta foi a oitava edição do esporte nos Jogos Pan-Americanos. 

## Masculino

### Trampolim de 3 metros
| POSIÇÃO | ATLETA              |
| ------- | ------------------- |
|         | Greg Louganis (USA) |
|         | Phil Boggs (USA)    |
|         | Carlos Girón (MEX)  |

### Plataforma de 10 metros
| POSIÇÃO | ATLETA              |
| ------- | ------------------- |
|         | Greg Louganis (USA) |
|         | Carlos Girón (MEX)  |
|         | Phil Boggs (USA)    |

## Feminino

### Trampolim de 3 metros
| POSIÇÃO | ATLETA                   |
| ------- | ------------------------ |
|         | Denise Christensen (USA) |
|         | Janet Thorburn (USA)     |
|         | Janet Nutter (CAN)       |

### Plataforma de 10 metros
| POSIÇÃO | ATLETA                  |
| ------- | ----------------------- |
|         | Barbara Weinstein (USA) |
|         | Janet Thorburn (USA)    |
|         | Linda Cuthbert (CAN)    |

## Quadro de medalhas
| Posição | Nação              |   |   |   | Total |
| ------- | ------------------ | - | - | - | ----- |
| 1       | USA Estados Unidos | 4 | 3 | 1 | 8     |
| 2       | MEX México         | 0 | 1 | 1 | 2     |
| 3       | CAN Canadá         | 0 | 0 | 2 | 2     |
| Total   | Total              | 4 | 4 | 4 | 12    |